# Vălișoara, Hunedoara
Vălișoara este satul de reședință al comunei cu același nume din județul Hunedoara, Transilvania, România.

## Imagini

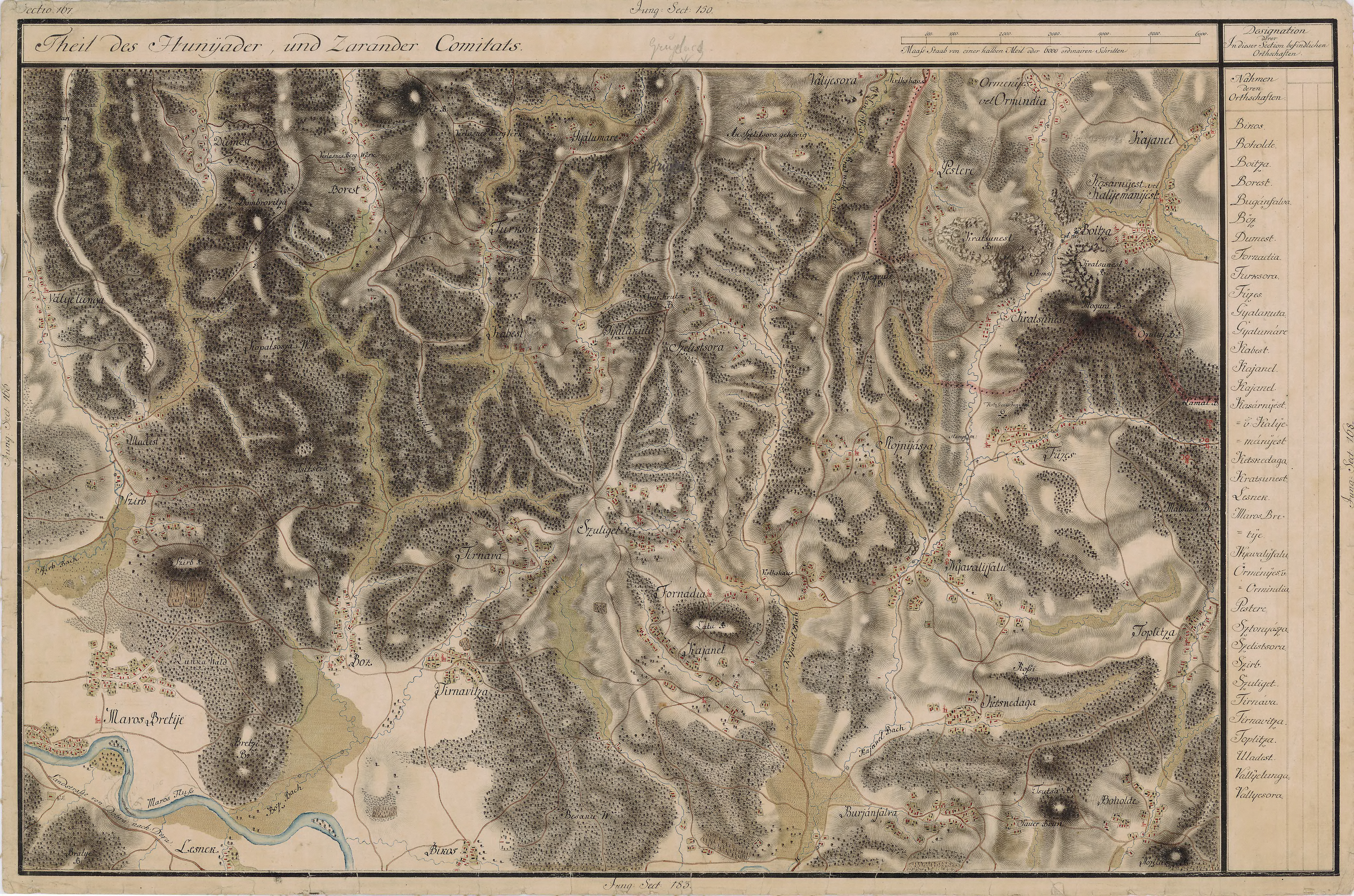
Vălișoara în Harta Iosefină a Transilvaniei, 1769-1773

## Monumente
- Monumentul Eroilor închinat revoluționarilor de la 1848